# 미와촌 (고치현)
미와촌(일본어: 三和村)은 일본 고치현 나가오카군에 있던 촌이다. 

## 역사
- 1889년 4월 1일 - 정촌제 시행에 의해 3촌의 구역으로 성립하였다.
- 1956년 9월 30일 - 나가오카군 오시노촌, 이나부촌, 도치촌, 가미군 닛쇼촌, 마에노하마촌과 합병해 나가오카군 가초촌이 성립, 동일 미와촌은 페지되었다.

## 참고 문헌
- 角川日本地名大辞典編纂委員会,『角川日本地名大辞典 39 高知県』1983, 角川書店